# Cephalobyrrhus brevipalpus
Cephalobyrrhus brevipalpus är en skalbaggsart som beskrevs av Andreas Pütz 1998. Cephalobyrrhus brevipalpus ingår i släktet Cephalobyrrhus och familjen lerstrandbaggar. Inga underarter finns listade i Catalogue of Life.